# Mon cœur est un violon
Pour les articles homonymes, voir Cœur (homonymie) et Violon (homonymie).
Clip vidéo
[vidéo] « Lucienne Boyer - Mon cœur est un violon », sur YouTube
[vidéo] « Lucienne Delyle - Mon coeur est un violon », sur YouTube
Mon cœur est un violon (Love Is Like a Violin, en anglais) est une chanson française et une romance de music-hall de Lucienne Boyer, enregistrée en disque 78 tours en 1945 chez Columbia Records, un des grands succès internationaux de son répertoire et de la chanson française.

## Histoire
Jean Richepin (poète) et Miarka Laparcerie (sa petite fille) composent et écrivent cette romance d'amour de music-hall parisien, sur des airs vifs, joyeux, nostalgiques, ou mélancoliques, enregistrée à la fin de la Seconde Guerre mondiale, grand succès d'après-guerre,, où Lucienne Boyer compare son cœur à un violon, le violoniste à son amoureux, et le son de rêve du violon à ses sentiments amoureux, qui vibrent à l'unisson « Mon cœur est un violon, sur lequel ton archet joue, et qui vibre tout du long, appuyé contre ta joue... ».

## Reprises et adaptations
Lucienne Boyer reprend ce titre avec divers compilations de sa carrière. Elle est également reprise par divers interprètes, dont Lucienne Vernay (1946), Bing Crosby (album Le Bing - Chanson Hits de Paris, 1953), Lucienne Delyle (1954), Luis Mariano (1954), Jacqueline François (1960), Tino Rossi (1971), Jack Lantier (1974), Ginette Reno (1997)...